# Verrückt nach Fixi
Verrückt nach Fixi ist eine deutsche Filmkomödie von Mike Marzuk, die am 13. Oktober 2016 in die deutschen Kinos kam. In den Hauptrollen sind Jascha Rust, Lisa Tomaschewsky und Roland Schreglmann zu sehen.

## Handlung
Als Tom bei seiner Abi-Party die lebensgroße Sexpuppe „Fixi“ geschenkt bekommt, ist das Gelächter seiner Klassenkameraden groß. Er verlässt die Party gedemütigt, ist jedoch erstaunt, als am nächsten Morgen eine wunderschöne Frau in seinem Bett liegt. Er findet heraus, dass die Puppe irgendwie über Nacht zum Leben erwacht ist, und schafft es mit der schönen Fixi schnell, von einem Loser zu einem coolen Typen zu werden. Dabei vernachlässigt er jedoch auch seinen besten Freund Dodie und denkt, dass Fixi mit ihm etwas hatte. Letztlich durchläuft er einen Findungsprozess und erkennt, dass angesagt zu sein nicht alles im Leben bedeutet, nachdem Dodie von einem vermeintlichen Freund und dessen Clique krankenhausreif geschlagen wurde.

## Produktion
Der Film wurde von Constantin Film in Zusammenarbeit mit SamFilm produziert und hauptsächlich in München gedreht, wobei einige Szenen auch in Frankfurt am Main aufgezeichnet wurden. So wurden die Schulszenen auf dem Gelände der Gutenbergschule Frankfurt am Main gedreht. Die Dreharbeiten fanden vom 6. Oktober 2015 bis zum 28. November 2015 statt. In der Münchner Schillerstraße wurde dabei die Bar Femina für den Dreh einiger Szenen als Tabledance-Bar benutzt. Weitere Dreharbeiten fanden in Ramersdorf-Perlach sowie den Bavaria Filmstudios in Geiselgasteig statt.

## Kritik
Der Film erhielt von Kritikern gemischte Bewertungen. Kritisiert wurden dabei vor allem die Parallelen zum 1985 erschienenen Film L.I.S.A. – Der helle Wahnsinn sowie der im Film enthaltene Sexismus. Die schauspielerische Darbietung von Lisa Tomaschewsky, welche im Film die zum Leben erwachte Sexpuppe „Fixi“ spielt, wurde hingegen von Kritikern gelobt.
Christian Horn von Filmstarts vergab 1/5 Sternen und meinte in seinem Fazit: „Der verfilmte feuchte Traum eines notgeilen Teenagers mit der wohl fatalsten Frauenfigur des Kinojahres – muss man definitiv nicht sehen.“
Die Website moviejones.de vergab 3/5 Sternen und erklärte, dass der Film mit „einer klaren Botschaft, sympathischen Darstellern und Figuren“ den richtigen Ton angebe: „Wer kein Problem mit einer einfach gestrickten, aber herzlichen Komödie hat, der kommt hier auf jeden Fall auf seine Kosten.“